# 大神信房
大神 信房（おおみわ のぶふさ）は、鎌倉時代末期から南北朝時代にかけての武将・神官。大神神社の神主の大神勝房（三輪西阿）の次男。通称は神二郎（しんじろう）。
大神神社（奈良県桜井市三輪）の神官。三輪高市麻呂を祖とする代々、大神神社の神主を世襲した社家の人物でありながら、南北朝の内乱の際には一族と共に南朝に属して武将として活躍した。延元3年/建武5年（1338年）に北朝側（高師直・細川顕氏ら）と戦い、阿倍野（大阪市阿倍野区）で戦死。

## 略歴
大神神社の神主の次男として生まれた神官であるが、延元3年/建武5年（1338年）の北畠顕家の上洛軍に従軍したとも考えられる。顕家は前年より奥州の霊山城から西へ進軍し、同年2月に奈良に入り、般若坂の戦いで人生初の敗戦を経験している。顕家は同じく南朝側の大神氏に援軍を要請し、信房はその前後に合流し武将として戦い、天王寺の戦いや石津の戦いにも従軍していた可能性が指摘される。同年5月22日に阿倍野で戦没したという記録に鑑みた経緯である。顕家の軍は和泉国の坂本郷・観音寺城（大阪府和泉市）を拠点にして、高師直と細川顕氏ら率いる北朝・室町幕府軍らと戦った。顕家は石津の戦いで戦死したが、なぜか信房は同日に約10km離れた阿倍野で戦死している。
信房は武将として自立した軍を指揮したのか、それとも神職としての顕家の軍師となったかは不明だが、大神氏は父・勝房を筆頭に後醍醐天皇が吉野に南朝を開いた頃から南朝に属していること、顕家と同じ日に共に現在の大阪で戦死したこと、子孫が北畠氏に仕えていることから、信房の従軍は必然的あるといえる。また、当時の石津および堺浦（大阪府堺市）は漁港を中心とした南朝の経済的基盤の地であったが、室町幕府により商売を停止させられ、奈良に魚介類が流通しなくなり春日神社なども大打撃を受けた事実がある。石津の合戦は、いわば南北軍の堺争奪戦でもあった。このことから信房が顕家に従軍したのは単に南朝側だったからだけでなく、奈良の大神神社にとっては重要な経済拠点である堺を奪還する目的があったとの説も存在する。

## 戦没地・墓所
信房の墓所の場所は不明だが、大神神社の系譜により戦没地は阿倍野と伝わる。太平記などの伝承では、同年同日に北畠顕家も阿倍野で戦死したとあり、大阪市阿倍野区王子町の北畠公園には江戸時代に建てられた顕家の墓がある。周囲の地名も北畠と名付けられており、阿部野神社では顕家が主祭神として祀られていることなど、北畠公園は北畠顕家の戦没地とされている。だが、現在では顕家は石津の戦いで戦死したことが通説であり、堺市西区の石津川付近に供養塔が建てられており、南部師行と共に慰霊されている。
北畠公園の墓は、古くから「大名塚」と呼ばれていた墳墓に対し、顕家の死後およそ400年後の享保18年（1733年）に学者の並河誠所が顕家の墓と推定したものであり、太平記などの信憑性に欠ける伝承に基づいて建てられた。この事から、実は阿倍野の戦いで戦死したのは、顕家ではなく信房だったと指摘する研究者もいる。信房の戦没地および墓地の場所も、北畠公園の付近一帯であると考えられる。

## 一族
南北朝時代の内乱期に入ると、神主の家系である大神氏も武家さながらの軍事活動を余儀なくされ、一族は南朝側に属し参戦した。信房は阿倍野で戦死、信房の子の三輪為房も南朝に属し、孫の三輪信重は吉野の後醍醐天皇に仕え、子孫は伊勢の北畠氏に属した。
父の大神勝房の曾孫である高宮保房は吉野の北山で自害、保房の子の神山冬房も南朝に属し後醍醐天皇に仕え、冬房の孫の神山徳房は伊勢南朝方の北畠氏に属し、伊勢で討死した。

## 系譜
- 大神氏
  - 父：大神勝房（西阿） - 大神神社の神主。官職は左近将監[4]。南朝に属す。
    - 後醍醐天皇が吉野へ行宮した時、勤王のため官軍として参じる。しばしば戦功があり延元4年（1339年）に正五位下に叙任される。神主の職を息子の元房に譲り、吉野行宮に宿衛する。後に出家し西阿入道と名乗った[5]。
    - 勝房は出家し西阿と名乗ったが、大神神社の近隣にある戒重城を築城した大和国の武将である戒重西阿との関連性が指摘される。西阿は戒重、開住、玉井だけでなく三輪の姓も名乗っており、勝房と同一人物とも考えられる。この"西阿"は1341年に細川顕氏に討たれたとも、1348年の四條畷の戦いで戦死したとも、もしくは戦死していなかったとも記録に残っている謎の人物である。いずれにしても信房と同じく、南朝側の武将であったことは確かである。

  - 母：越智家澄（加賀守、高取城城主）の娘[6]。
  - 兄：大神元房 - 大神神社の神主。官職は主水正[7]。
    - しばしば官軍として北朝討伐を統率した戦功があるとされている。元中9年（1392年）の南北朝講和の時、後亀山天皇に従って入京した。応永32年6月19日（1425年6月4日）に87歳で死去。粟殿（奈良県桜井市）の極楽寺に葬られた。法名は光阿[8]。
    - 応永32年に87歳で死去したならば、延元3年（1338年）頃に生まれた計算になる。しかし、これは弟である信房が戦死した年でもあり、兄にもかかわらず弟より歳下になってしまう矛盾がある。しかも当時で享年87歳はかなり高齢であり、必ずしも記録を鵜呑みにできない。

  - 弟：大神武房（三郎）
  - 男子：三輪為房 （三郎） - 南朝に属す[9]。為房の代から大神ではなく三輪姓を称するようになる。この頃（南北朝時代後期〜室町時代初期）から大神一族は、それぞれ三輪・高宮・神山の姓を名乗り出しているが、その経緯は不明。
- 系譜によると信房の子孫には、戦国武将であり関白の豊臣秀次がいる[1]。信房の子孫が秀次であるかの真偽は定かではないが、秀次の実父である三好吉房は三輪氏の子孫を自称していた。

いずれも大神神社の系譜である『刋本三輪叢書 系譜』を参照。